# Groß Krauscha
Groß Krauscha (obersorbisch Krušow) ist ein Ortsteil und Sitz der Gemeindeverwaltung der Gemeinde Neißeaue im Landkreis Görlitz in Sachsen. Der Ort gehört dem Verwaltungsverband Weißer Schöps/Neiße an und war bis zum 1. Juli 1995 eine eigenständige Gemeinde.

## Lage
Groß Krauscha liegt rund zehn Kilometer nördlich von Görlitz und elf Kilometer südöstlich von Niesky in der Oberlausitz. Umliegende Ortschaften sind Kaltwasser im Norden, Zentendorf und Deschka im Nordosten, Neu Krauscha im Osten, Emmerichswalde im Süden, Kodersdorf im Westen und Klein Krauscha im Nordwesten. Durch den Ort führt die Kreisstraße 8434, die Staatsstraße 127 liegt rund anderthalb Kilometer südöstlich von Groß Krauscha.

## Geschichte
Das als Straßendorf angelegte Groß Krauscha wurde im Jahr 1315 mit dem Namen Crushin erwähnt. Der aus dem Sorbischen stammende Ortsname deutet auf eine Rodungssiedlung hin. Zu Beginn des 15. Jahrhunderts kam der Namenszusatz hinzu, zunächst im Jahr 1410 als magna Krewsche und im folgenden Jahr als grossen Kruschen. Danach wurde der Namenszusatz teilweise wieder gestrichen. 1564 hieß der Ort Grosse Crausche und 1592 Groß Crauschau, seit 1652 ist der Ort unter dem heutigen Namen Groß Krauscha bekannt.
Groß Krauscha gehört kirchlich seit jeher zur Kirchengemeinde Zodel. Im 16. Jahrhundert gehörte das Dorf dem Rat der Stadt Görlitz, im 17. Jahrhundert entstand in Groß Krauscha ein Rittergut. Außerdem war Groß Krauscha Schulort für die Kinder aus Groß, Klein und Neu Krauscha. Noch zu Beginn des 19. Jahrhunderts war der Ort überwiegend landwirtschaftlich geprägt.
Nach der auf dem Wiener Kongress beschlossenen Teilung des Königreiches Sachsen kam Groß Krauscha wie auch der Rest der Oberlausitz an das Königreich Preußen. Der Ort gehörte dort zum Regierungsbezirk Liegnitz in der Provinz Schlesien und wurde bei der Gebietsreform im Jahr 1816 dem Landkreis Rothenburg (Ob. Laus.) zugeordnet. Am 1. Januar 1820 wechselte die Gemeinde in den Landkreis Görlitz. Im Jahr 1874 schloss sich die Landgemeinde Groß Krauscha mit Deschka, Zentendorf und Zodel zum Amtsbezirk Zodel zusammen. 1919 wurde die Provinz Schlesien aufgeteilt, wobei Groß Krauscha nun zur Provinz Niederschlesien gehörte. 1938 wurden die Provinzen Niederschlesien und Oberschlesien wieder zur Provinz Schlesien vereinigt, um nur drei Jahre später wieder aufgeteilt zu werden. 1945 wurde der Amtsbezirk Zodel aufgelöst. Die Gemeinde Groß Krauscha gehörte seit Ende des Zweiten Weltkrieges zur Sowjetischen Besatzungszone.
Ab dem 16. Januar 1947 gehörte Groß Krauscha zum durch Fusion der Landkreise Görlitz und Weißwasser entstandenen Landkreis Weißwasser-Görlitz, der ein Jahr später in Landkreis Niesky umbenannt wurde. Bei der DDR-Kreisreform am 25. Juli 1952 wurde die Gemeinde dem Kreis Görlitz-Land im Bezirk Dresden zugeordnet. Nach der Wiedervereinigung gehörte Groß Krauscha zunächst zum Landkreis Görlitz, bei der Kreisreform im Jahr 1994 wechselte die Gemeinde in den neu gegründeten Niederschlesischen Oberlausitzkreis. Am 1. Juli 1995 schlossen sich die Gemeinden Groß Krauscha, Kaltwasser und Zodel zu der neuen Gemeinde Neißeaue zusammen, die ihren Verwaltungssitz in Groß Krauscha hat. Seit 1996 gehört diese Gemeinde dem Verwaltungsverband Weißer Schöps/Neiße an. Seit der Kreisreform 2008 gehört Groß Krauscha zum Landkreis Görlitz.

## Bevölkerung
1547 lebten in Groß Krauscha 20 besessene Mann, 1777 bestand die Bevölkerung aus sieben besessenen Mann, 17 Gärtnern und vier Häuslern. 1825 hatte die Gemeinde 320 Einwohner, in den folgenden Jahren konnte Groß Krauscha ein Bevölkerungswachstum erreichen. 1871 lebten in der Gemeinde 507 Einwohner, 1885 waren es 533 und vor Beginn des Zweiten Weltkrieges 645 Einwohner. Nach Kriegsende stieg die Einwohnerzahl durch Flüchtlinge aus den Ostgebieten auf 743 an, seitdem ist die Einwohnerzahl rückläufig. Am 3. Oktober 1990 hatte Groß Krauscha nur noch 469 Einwohner, zwei Monate später noch 460. Am 30. Juni 2018 lebten in Groß Krauscha 338 Einwohner, wobei beachtet werden muss, das bei den Einwohnerzahlen vor 1995 der Ort Neu Krauscha mit einberechnet ist.

## Kulturdenkmale
Für den Ort Groß Krauscha sind laut Landesamt für Denkmalpflege Sachsen fünf Baudenkmale ausgewiesen. Diese sind zwei Wohnstallhäuser aus dem 19. Jahrhundert, die ehemalige Dorfschule, ein Wegestein sowie die beiden Gefallenendenkmale für die Opfer der Kriege zwischen 1866 und 1871 sowie des Ersten Weltkrieges. Ersteres wurde 1898 aufgestellt.